# Peter Ludwig Heinrich von Block
Peter Ludwig Heinrich von Block (* 25. Februar 1764 in Dresden; † 1834) war ein deutscher Entomologe, Inspektor des Grünen Gewölbes in Dresden, sächsischer Hofrat und Sammler von Grafiken, naturgeschichtlichen und kulturgeschichtlichen Objekten.

## Leben
Block war der Sohn des Generalmajors der sächsischen Infanterie Johann Carl von Block (1730–1777), der zeitweilig Oberhofmeister beim sächsischen Regenten Franz Xaver von Sachsen war, und einer verwitweten Baronin von Riedel. Ursprünglich mit dem Ziel einer militärischen Laufbahn erzogen, strebte Block nach dem Tod des Vaters eine zivile Ausbildung an. Von 1779 bis 1784 lebte Block im Haushalt eines Bruders seiner Mutter in Würzburg und studierte an der dortigen Universität Geschichte, Mathematik und Rechtswissenschaften. Unter Karl Heinrich Titius (1744–1813), dem Inspektor des Königlichen Mineralien- und Naturalienkabinetts im Dresdner Zwinger, setzte Block seine Studien der Mineralogie, Entomologie und Botanik bis zu einer Anstellung fort. Anschließend diente er im Haushalt des Fürsten Iwan Iwanowitsch Barjatinski (1767–1825), Sohn des Fürsten Iwan Sergejewitsch Barjatinski (1738–1811) und der Prinzessin Katharina von Holstein-Beck (1750–1811) in Leipzig. Ab 1790 begleitete er den Fürsten Barjatinski auf Reisen durch Deutschland, nach Norditalien und in die Schweiz. Auf diesen Reisen begann Block mit dem Sammeln von Insekten und knüpfte Kontakte zu französischen Adeligen und zu Gelehrten.
1793 nahm Block in Dresden eine Tätigkeit im Geheimen Cabinets-Archiv auf. Ab 1797 war er Zahlmeister der Hofversorgungskasse. 1799 wurde er Hofrat und 1802 Erster Inspektor des Grünen Gewölbes. In dieser Lebensphase wurde Block Mitglied mehrerer Gelehrtengesellschaften, so 1793 auswärtiges Mitglied der Naturforschenden Gesellschaft zu Halle, 1794 Mitglied der Accademia delle Scienze di Siena, 1795 korrespondierendes Mitglied der Accademia dei Georgofili in Florenz und 1804 Ehrenmitglied der Leipziger Ökonomischen Sozietät. 1814 bewarb Block sich vergeblich um die Nachfolge des im Vorjahr verstorbenen Titius als Inspektor des Königlichen Mineralien- und Naturalienkabinetts.
Block war ein nicht unbedeutender Naturforscher, alleine seine Sammlung von Spinnen und Insekten umfasste bereits 1809 mehr als 15.000 Exemplare. Er stand im Austausch mit zahlreichen anderen Naturforschern, die Erstbeschreibung des südostasiatischen Skorpions Heterometrus longimanus erfolgte im Jahr 1800 durch Johann Friedrich Wilhelm Herbst nach einem Exemplar aus Blocks Sammlung.
Block veröffentlichte eine Reihe von Aufsätzen zu verschiedenen Themen ohne Namensnennung. Sein wichtigster Beitrag zur Entomologie war ein Kapitel über die Insekten des Plauenschen Grundes in dem von Wilhelm Gottlieb Becker 1799 herausgegebenen Werk Der Plauische Grund bei Dresden. Die Veröffentlichung gilt als eine der ersten sächsischen Lokalfaunen und enthielt neben einer Liste der von Block selbst oder von anderen Entomologen im Plauenschen Grund vorgefundenen 43 Arten die Erstbeschreibungen von 18 weiteren Insektenarten, von denen drei heute noch als gültig anerkannt sind.

Block war ein leidenschaftlicher Sammler, der weit über seine eigenen wirtschaftlichen Möglichkeiten hinaus Sammelstücke verschiedener Art zusammentrug. Dazu gehörte eine Edelsteinsammlung, die am 25. September 1810 von Johann Wolfgang von Goethe in Begleitung von Christian Gottfried Körner und seinem Sekretär Friedrich Wilhelm Riemer besichtigt wurde. In einem Brief vom 28. September schrieb Körner seinem Sohn Theodor Körner: 

„Montags früh (…) war ich mit Goethen bei dem Baron Block. Die Edelstein-Sammlung schien Goethe sehr zu interessieren. Mir scheint sie von großem Werte zu sein, und ich begreife kaum, wie Block dazu kommen konnte.“

Von Riemer ist dazu der folgende Tagebucheintrag überliefert: 

„Mit G. und Körner zu Hofrath Block. Dessen Edelstein-Sammlung besehen. Sammlung aller Schuharten aus allen Zonen.“

Blocks Sammlungen waren zu seiner Zeit bedeutend genug, um in einer Biografie Dresdener Schriftsteller und Künstler erwähnt zu werden: 

„Er besitzt nicht nur gegenwärtig eine Insectensammlung, die über 15000 Stück aus allen Classen und Ländern enthält, sondern auch eine botanische Sammlung, eine Sammlung von Kupfern, welche ausschliessend sich auf Sachsen beziehen, und von vielen Curiositäten, nebst einer Sammlung von Schuhen.“

Die Sammlung kulturhistorisch bedeutender Schuhe, überwiegend mit Stücken aus dem 17. und 18. Jahrhundert, enthielt die Krönungsschuhe von Kaiser Napoleon I. und König August III. von Polen, Schuhe von Papst Pius VII. und Kaiser Karl V., sowie der Tänzerin Barbara Campanini.
Im Grünen Gewölbe unterschlug Block in erheblichem Umfang Sammlungsstücke, um sie für sich zu behalten oder seine eigene Sammeltätigkeit zu finanzieren. So tauschte er große und wertvolle Edelsteine gegen kleinere und minderwertige aus. Am 16. August 1817 wurde Block vom Schöppenstuhl zu Leipzig zu vier Jahren Zuchthaus verurteilt, die er in Waldheim und Zwickau verbüßte. Sein Besitz wurde beschlagnahmt. In einem erhaltenen Brief Blocks rechtfertigte er seine Taten damit, der Geschichte und der Wissenschaft zuliebe so gehandelt zu haben.
Ludwig Heinrich von Block war mit Caroline von Block (geborene Bege) verheiratet, die 1816 im Alter von 34 Jahren verstarb. Aus der Ehe ging eine Tochter hervor, Dorothea Franziska Friederike Emilie Freiin von Block (1801–1827). Emilie lernte 1819 den norwegischen Landschaftsmaler Johan Christian Clausen Dahl kennen, der ab 1820 Mitglied und ab 1824 Professor der Kunstakademie Dresden war. Unter dramatischen Umständen, Dahl musste eine längere Italienreise antreten, die vorherige Hochzeit war aber an die Erlaubnis des im Zuchthaus einsitzenden Vaters Block gebunden, heiratete das Paar am 12. Juni 1820 in der Dresdener Kreuzkirche. Aus der Ehe gingen zwei Töchter und zwei Söhne hervor. Emilie starb am 24. August 1827, wenige Tage nach der Geburt des Sohnes Johann Siegwald Dahl.
Nach seiner Haftentlassung lebte Block in Meißen und wurde von seinem Schwiegersohn Johan Christian Clausen Dahl mit monatlichen Geldleistungen unterstützt. 1828 malte Dahl ein Porträt Blocks, das sich heute in Oslo in Privatbesitz befindet. Im selben Jahr ging Block als Privatsekretär zu einer Generalin von P. in der Steiermark. Einem Brief des Grafen Franz H. von Battyany vom Oktober 1834 zufolge starb er 1834.
Teile seiner Spinnen- und Insektensammlung sind  im Naturhistorischen Museum Wien. Blocks umfangreiche Schuhsammlung ging 1830 auf die königlichen Sammlungen über. Sie befindet sich heute im Bestand des Historischen Museums Dresden. Einzelstücke aus der Sammlung wurden 2012 in der Ausstellung Die Leidenschaften im Deutschen Hygiene-Museum in Dresden gezeigt.
Der Kriminalfall Block diente dem deutschen Schriftsteller Ralf Günther als Vorlage für seinen 2008 veröffentlichten historischen Kriminalroman Der Dieb von Dresden.

## Erstbeschreibungen
Blocks Beitrag zur Insektenfauna des Plauenschen Grundes enthielt die Beschreibungen von 18 Insektenarten aus verschiedenen Ordnungen, darunter neun von ihm in die Gattung Staphylinus gestellte Arten der Käferfamilie Staphylinidae. Drei dieser Arten waren Synonyme bereits zuvor beschriebener Arten, drei weitere sind bis heute gültig. Bei drei Namen Blocks kam offenbar zum Tragen, dass seine Veröffentlichung bereits im frühen 18. Jahrhundert als bibliophile Kostbarkeit galt, schwer zugänglich war und von nachfolgenden Entomologen nicht ausgewertet wurde. Als Ausnahme von der Prioritätsregel, die Block zum Erstbeschreiber macht, erlauben die Internationalen Regeln für die Zoologische Nomenklatur seit 1999, einen lange nicht verwendeten Namen zugunsten eines in jüngerer Zeit häufig verwendeten zu unterdrücken.
- Anotylus tetracarinatus (Block, 1799)
- Anthophagus bicornis (Block, 1799)
- Bledius opacus (Block, 1799)
- Staphylinus edentulus Block, 1799 nomen oblitum = Ocypus winkleri (Bernhauer, 1906) syn. n. et nomen protectum
- Staphylinus spinipes Block, 1799 nomen oblitum = Aploderus caelatus (Gravenhost, 1802) syn. n. et nomen protectum
- Staphylinus nigrophthalmus Block, 1799 nomen oblitum = Anthophagus praeustus Müller, 1821 syn. n. et nomen protectum

## Veröffentlichung
- Verzeichnis der merkwürdigsten Insecten welche im Plauischen Grunde gefunden werden. - In: Wilhelm Gottlieb Becker (Hrsg.): Der Plauische Grund bei Dresden, mit Hinsicht auf Naturgeschichte und schöne Gartenkunst.  Zweiter Theil. III. - Nürnberg 1799; Frauenholzische Kunsthandlung. - XII + 128 + 120 S., 25 Taf. (95–120, 4 Taf.).

## Belletristik
- Ralf Günther: Der Dieb von Dresden. List, Berlin 2008, ISBN 978-3-471-79555-2 (Historischer Kriminalroman).